# Agriophara
Agriophara is een geslacht van vlinders uit de familie sikkelmotten (Oecophoridae). De wetenschappelijke naam is voor het eerst geldig gepubliceerd in 1885 door Rudolph Rosenstock. Hij beschreef als eerste soort Agriophara cinerosa, verzameld in Melbourne (Australië).
De soorten uit dit geslacht komen voor in Australië, de Indische Archipel (Borneo), Nieuw-Guinea, de Salomonseilanden. Ze hebben een doffe kleur en zijn moeilijk van elkaar te onderscheiden.

## Soorten[3]
- A. asaphes Diakonoff, 1948
- A. atratella Walker
- A. axesta Meyrick, 1890
- A. biornata Diakonoff, 1954
- A. bradleyi Diakonoff, 1954
- A. capnodes Meyrick, 1890
- A. cinderella Newman
- A. cinerosa Rosenstock, 1885
- A. confertella Walker
- A. coricopa (Meyrick, 1897)
- A. cremnopis Lower, 1894
- A. curta Lucas, 1900
- A. diminuta Fischer von Röslerstamm, 1885
- A. discobola Turner, 1898
- A. dyscapna Turner, 1917
- A. eucephala (Turner, 1902)
- A. fascifera Meyrick, 1890
- A. gravis Meyrick, 1890
- A. halarcta Meyrick, 1917
- A. heterochroma Diakonoff, 1954
- A. horridula Meyrick, 1890
- A. hyalinota Lower, 1899
- A. leptosemela Lower, 1893
- A. leucanthes Turner, 1898
- A. leucosta Lower, 1893
- A. levis Meyrick, 1921
- A. lysimacha Meyrick, 1915
- A. minax Meyrick, 1907
- A. murinella (Walker, 1864)
- A. muscicolor Meyrick, 1930
- A. musicolor Meyrick, 1930

- A. neoxanta Meyrick, 1915
- A. nephelopa Diakonoff, 1954
- A. neurometra (Meyrick, 1926)
- A. nodigera Turner, 1900
- A. parallela Diakonoff, 1954
- A. parilis Meyrick, 1918
- A. plagiosema Turner, 1897
- A. platyscia Lower, 1914
- A. poliopepla Turner, 1897
- A. polistis (Lower, 1923)
- A. salinaria Meyrick, 1931
- A. tephroptera Lower, 1903
- A. velitata (Lucas, 1900)
- A. virescens Diakonoff, 1954